# Lukostřelba na Letních olympijských hrách 1900
Lukostřelba na Letních olympijských hrách 1900.

## Medailisté

### Muži
| Kategorie                   | Zlato                           | Stříbro                                                       | Bronz                                  |
| --------------------------- | ------------------------------- | ------------------------------------------------------------- | -------------------------------------- |
| Au Cordon Doré 50 m         | Henri Hérouin · Francie (FRA)   | Hubert Van Innis · Belgie (BEL)                               | Émile Fisseux · Francie (FRA)          |
| Au Cordon Doré 33 m         | Hubert Van Innis · Belgie (BEL) | Victor Thibaud · Francie (FRA)                                | Charles Frédéric Petit · Francie (FRA) |
| Au Chapelet 50 m            | Eugène Mougin · Francie (FRA)   | Henri Helle · Francie (FRA)                                   | Émile Mercier · Francie (FRA)          |
| Au Chapelet 33 m            | Hubert Van Innis · Belgie (BEL) | Victor Thibaud · Francie (FRA)                                | Charles Frédéric Petit · Francie (FRA) |
| Sur la Perche à la Herse    | Emmanuel Foulon · Belgie (BEL)  | Auguste Serrurier · Francie (FRA) Emile Druart · Belgie (BEL) | Nebyla udělena                         |
| Sur la Perche à la Pyramide | Émile Grumiaux · Francie (FRA)  | Auguste Serrurier · Francie (FRA)                             | Louis Glineux · Belgie (BEL)           |

## Medailové pořadí
| Pořadí | Země          | Zlato | Stříbro | Bronz | Celkově |
| ------ | ------------- | ----- | ------- | ----- | ------- |
| 1      | Francie (FRA) | 3     | 5       | 4     | 12      |
| 2      | Belgie (BEL)  | 3     | 2       | 1     | 6       |